# الحرب الكويتية السعودية 1793-1808
لم تدخل الكويت في احتكاك مباشر مع الدولة السعودية الأولى حتى اواخر القرن الـ18 بعد أن تمكن الوهابيون من القضاء على قوة بني خالد. فاستقبلت الكويت لاجئين من أمراء بني خالد، حيث لجأ زيد بن عريعر ومعه إخوته وأتباعه إلى الكويت بعد طرده من الحكم سنة 1207هـ/1793م، والأمير عبد المحسن السرداح سنة 1210هـ/1795م. فكان من الطبيعي بعد استحواذ السعوديون على ممتلكات بني خالد أن يطالبوا بالكويت التي كانت إحدى تلك الممتلكات، فبدأ السعوديون هجماتهم عليها، وكانت أول محاولة هي غزو إبراهيم بن عفيصان (أحد قادة الدولة السعودية الأولى) سنة 1208هـ/1793م بجماعة من قبائل الخرج والعارض وسدير إلا أنها لم تثمر عن شيء، وإن أسفرت عن مقتل ثلاثين رجلًا من أهالي الكويت والاستيلاء على أسلحتهم وماشيتهم. وبسبب تلك التهديدات، قام الكويتيون ببناء سور حول عاصمتهم سنة 1212هـ/1797م. أما آخر احتكاك مع الدولة السعودية الأولى فكان حصار الكويت سنة 1223هـ/1808م من قبل سعود بن عبد العزيز والذي لم يؤد إلى شيء أيضا.

## البداية
تسبب ازدياد الهجمات الوهابية على إمارة بني خالد في شرق الجزيرة العربية إلى وهن قوتها، بحيث ماعادت تقوى على الحرب والنزال، فانتهت القوة السياسية المستقلة لأمراء بني خالد سنة 1204هـ/1789م عقب وقعة غريميل. وبذا انفتح الطريق أمام السعوديين إلى مياه الخليج العربي وإمارات العتوب والكويت من ضمنهم. كما لايخفى على الوهابيين الغنى الوفير في المدن العتبية بسبب تجارتهم البحرية الرائجة، ومهما كانت الدوافع التي أدت إلى هجوم الوهابيين على شرقي الجزيرة العربية، فإنه لن يضيرهم استيلاؤهم على أموال العتوب الذين لم يكونوا وهابيين بأي حال. وعلى كل لم تدخل الكويت حلبة النزاع المسلح، ولم تعمد إلى مساندة حكام بني خالد ضد آل سعود، وإن ظلت تستقبل اللاجئين من أمراء بني خالد.

## الغارات والغزوات

### غارة ابن عفيصان 1793
جرت أولى الغارات الوهابية ضد الكويت في سنة 1208هـ/1793م عندما غزا إبراهيم بن عفيصان (أحد قادة الدولة السعودية الأولى) الكويت بجماعة من قبائل الخرج والعارض وسدير وأناخ حولها، فلما بلغ أهالي الكويت ذلك الخبر خرجوا إليه بجموعهم، ودارت معركة بين الطرفين أسفرت عن مقتل ثلاثين رجلًا من أهالي الكويت واستيلاء ابن عفيصان على أسلحتهم ومواشيهم بعد كمين لهم وعودته إلى بلاده، وذكر ابن غنام بأن من بين الغنائم التي كسبها الوهابيون أسلحة شهيرة وثمينة. وذكر لوريمر أن موقف الوكالة البريطانية من هذا النزاع كان غير واضح، فمن الناحية النظرية يجب أن يكون موقفًا حياديًا. لكن الهجوم الذي قام به 500 وهابي قد صده مدفع قديم أمر الشيخ بنقله من إحدى السفن، كما أن السير هارفورد حرص على اثبات أن الوكالة لم تقم بأي دور في هذا العمل. أما رواية مستر رينو فيؤكد أن المهاجمين كانوا على 2000 بعير، ويحمل كل بعير رجلين، الراكب الأمامي مسلح ببندقية وزميله مسلح برمح ليحميه أثناء إعادة حشو البندقية. ويزعم أيضًا أن مانستي أصدر أوامره بإنزال مدفعين من الطراد البريطاني في الميناء، وأمر الجنود الهنود بالاشتراك في المعركة، وأن الوهابيين قد خسروا الكثير من رجالهم بسبب نيران ذلك الطراد أثناء فرارهم على الساحل. وكان ردهم على مساهمة الوكالة هو هجومهم على بريده الصحراوي مما تسبب برحلة مصالحة إلى الدرعية، ويمكن القول أن السير هارفورد هو أكثر اطلاعا، ولكن في نفس الوقت لايمكن اعتبار كل ما جاء في رواية رينو هي محض خيال.
وذكر لوريمر أيضًا أن الهجمات الوهابية لم تتوقف بعد غارة 1793م وأنهم كثيرًا ما كانوا يظهرون في الجوار أو على أطراف الكويت مسببين الهلع والخوف، فليس للمدينة حماية كافية، حيث يحيط بها سور من طين يتصدع في أيام المطر مما يفزع الناس. وعمومًا فإن اعتداءات الوهابيين المتكررة لم ينتج منها سوى وضع مجموعة من 10-12 بدويًا حول الآبار التي استولوا عليها، وبعدها يطردهم حملة البنادق ذات الفتيل في المدينة عنها بعد اشتباك عن بعد لايكون فيها قتلى.

### غارة مناع أبو رجلين
وأما الغارة الثانية فقادها مناع أبو رجلين على الكويت سنة 1212 هـ/1798م بعد أن أمره الأمير عبد العزيز بن سعود فأغار على أطراف البلد فأصابوا أغنامًا كثيرة، فخرج إليهم أهل الكويت بجموع كثيرة، ولكنهم كانوا قد وضعوا كمائن لهم، وبعد أن نشب القتال ظهر الكمين عليهم فقتل منهم نحو 20 رجلًا وغنموا منهم أسلحة. ولكن ذلك لا يعد نجاحًا يذكر. وردت الكويت بحملة قادها مشاري بن عبد الله آل حسين على القبائل الموالية للدولة السعودية ولكنها ارتدت بعد مقتل قائدها.

### حملة ثويني السعدون
تعاون أهل الكويت مع حملة الشيخ ثويني بن عبد الله السعدون زعيم المنتفق التي وجهها ضد السعوديين سنة 1797. حيث خيّم بالجهرة لمدة ثلاثة أشهر حتى اكتملت جيوشه التي تقاطرت من الكويت والبحرين والزبير. وبعدها قسم جيشه بحيث يسير قسمًا منه بالسفن الكويتية إلى القطيف حاملا الذخائر والمؤن، في حين زحف هو ببقية جيشه إلى الإحساء. إلا أن الحملة فشلت قبل أن تبدأ بسبب مقتل ثويني السعدون غيلة في الشباك بالحسا

### حصار الكويت
وفي سنة 1223هـ/1808م عندما أراد الوهابيون الإغارة على بغداد، طلب الأمير سعود من شيخ الكويت أن تدفع الكويت إتاوة لهم، فرفض الشيخ عبد الله الدفع، فسير سعود في يوليو 1223هـ/1808م جيشًا من 4000 مقاتل بقصد حصار الكويت وإرغامها على الدفع، ولكن حملته فشلت. ونتيجة لذلك أرسل سليمان باشا والي بغداد هدايا إلى شيخ الكويت نظير موقفه الصلب من الوهابيين. وقد حاول الوهابيون تحريض سلطان بن صقر شيخ القواسم وسعيد البوسعيدي سلطان عمان على تسيير أساطيلهم لقتال الكويت، بل وبلغ بهم الحد أنهم حاولوا إجبار عتوب البحرين والزبارة على الاشتراك في تلك الحملة، إلا أن تلك المهمة فشلت بسبب رفض كلا من سعيد وسلطان القيام بتلك المهمة، ولا يعرف بالضبط ما سبب الرفض. وقد ذكر لوريمر أن هناك حملة سعودية في 1224هـ/1809م على الكويت، عانى فيها الجانبان خسائر كثيرة في السفن والأرواح، ولكن لم يعط أي تفاصيل ولم تذكره المراجع الآخرى.

### معركة خكيكرة
وفي 1226هـ/ 1811م كتب الإمام سعود بن عبد العزيز إلى رحمة بن جابر في قطر يأمره فيها بالاستعداد لغزو البحرين وكان معاديًا لآل خليفة حكام البحرين، وأرسل إليه الإمام جيشا من أهل نجد والأحساء والقطيف فاجتمع عنده 60 سفينة ما بين كبيرة وصغيرة فلمّا علم عبد الله بن أحمد حاكم البحرين بذلك أرسل إلى أمير الكويت الشيخ عبد الله بن صباح يستنصره فأرسل إليه بسفن حتى بلغت سفنهم جميعاً 200 سفينة. وأراد البحرينيون مقاتلة رحمة بن جابر وأبو حسين أمير الحويلة في قطر وابراهيم بن عفيصان عامل ابن سعود الذي أُخرج من البحرين. وعندما شاهد رحمة بن جابر طريقة استعداد أسطول البحرين للمعركة عرف بأنه تحت قيادة عبد الله بن أحمد شقيق الشيخ سلمان، فأراد أن يمتنع عن الهجوم لمعرفته بقدرة الشيخ عبد الله في إدارة المعارك البحرية، ولكن ابن عفيصان أمير البحرين المعين من قبل الدولة السعودية والذي خسر إمارته أثار حميته، فالتحم الأسطولان في معركة حامية في ربيع الأول 1226هـ/ 1811م في محل يقع قرب البحرين يدعى خكيكرة، واقتتلوا قتالا شديدًا فقتل من أهل البحرين والكويت 1,000 رجل منهم دعيج بن صباح الصباح وراشد بن عبد الله آل فاضل. وقتل من أتباع رحمة بن جابر الجلهمي 300 رجل وكان من بينهم أبو حسين أمير الحويلة، وانهزم رحمة بن جابر الجلهمي لاستحالة استعادتها بعددهم القليل مع انشغال الدولة السعودية الأولى عنهم بالجبهة الحجازية أقصى الغرب التي اشتعلت بنزول الجيوش العثمانية ساحل ينبع.

## النتيجة
وبالرغم من كثرة عمليات الدرعية على الكويت، إلا أن تلك الهجمات لم تؤد إلى نتيجة إيجابية، لأن الكويت تمكنت من احراز انتصارات اقتصادية هامة ضد الدرعية في الأعوام التالية وذلك حينما أدت المشاكل والحروب بين الدرعية والقبائل الأخرى في الإحساء إلى لجوءهم إلى الكويت والبحرين. وعلى الرغم من الحملات العسكرية المتعددة التي شنها السعوديون على الكويت إلّا أنهم لم يتمكنوا من السيطرة عليها، فظلت الكويت بذلك محتفظة باستقلالها. وتتلخص العوامل التي ساعدت الكويت على الاحتفاظ باستقلالها، وعدم خضوعها للسيطرة السعودية في اضطرار السعوديين ابتداءً من 1796 إلى المحاربة في عدة جبهات؛ فقد استهدفتهم هجمات أشراف مكة وحملة والي بغداد العثماني سليمان باشا التي قادها ثويني بن عبد الله السعدون شيخ المنتفق، فضلاً عن زحف القوات المصرية إلى نجد والأحساء بعد 1811، إضافة إلى أن الكويت بصفة عامة كانت تمتلك قوةً بحريّةً تتمثل في أسطولها البحري؛ فلم يكن للسعوديين قوة بحرية سوى قوة حلفائهم القواسم التي كانت أضعف من أن تواجه أسطول الكويت. ولذلك كانت حملات السعوديين على الكويت حملاتٍ بريةً بالأساس. وأخيرًا أسهم وجود الوكالة التجارية لشركة الهند الشرقية البريطانية في الكويت خلال الفترة من أبريل 1793 حتى أغسطس 1795 في حفظ استقلال الكويت وعدم خضوعها للسيطرة السعودية؛ حيث أسهمت الوكالة التجارية في الدفاع عنها تجاه التهديد السعودي.